# سد دره نجران
سد درهٔ نَجران (به عربی: سدّ وَادِی نَجْرَان) یک سد قوسی در وادی نجران در حدود ۱۵ کیلومتری جنوب غربی شهر نجران، در استان نجران در جنوب غربی عربستان سعودی است.
هدف از ساخت این بند، تأمین آب، کنترل سیلاب‌ها و پر شدن دوباره سفره‌های آب زیرزمینی است. این سد رواناب و رسوبات موجود در منطقه را جمع می‌کند و به رهاسازی آرام آن‌ها در طول سال کمک می‌کند. این سد در سال ۱۹۸۱ به پایان رسید، و در سال ۱۹۸۲ توسط ولیعهد عربستان سعودی، نایف بن عبدالعزیز آل سعود افتتاح شد. سد دره نجران متعلق به وزارت آب و برق است.